# ابوعلی مرزوقی
ابوعلی احمد مزروقی (؟ در اصفهان-ذی الحجه ۴۲۱ /۱۰۳۰دسامبر در بغداد) (نام کامل:ابوعلی احمد بن محمد بن حسن مرزوقی) دانشمند زبان‌شناس، ادیب و شاعر عرب زبان ایرانی در سده پنجم قمری بود.

## آثار
- «الازمنة و الامکنة»؛ شرح اشعار هذیل
- شرح «الحماسة» ابی‌تمام
- شرح «الفصیح» ثعلب
- شرح «المفضلیات»
- شرح «الموجز»، در نحو
- «شرح النحو»
- «الامالی»
- «الفاظ العموم و الشمول»